# Белоогърличеста яребица
Белоогърличестата яребица (Arborophila gingica) е вид птица от семейство Phasianidae. Видът е почти застрашен от изчезване.

## Разпространение и местообитание
Разпространен е в Китай.